# Albert Stewart

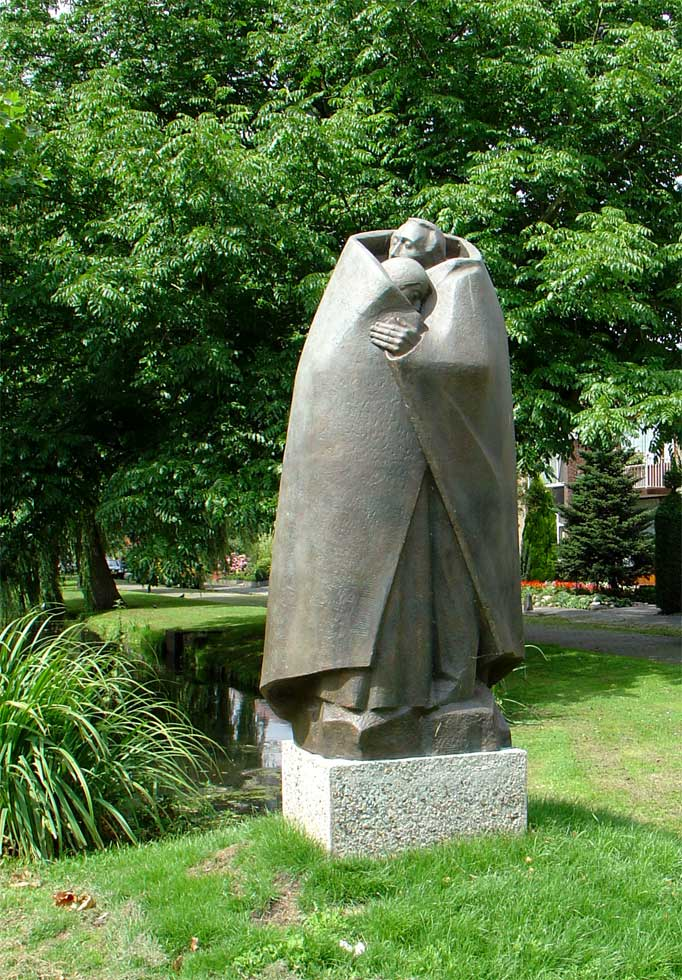
De ontheemden (Displaced Persons) door Albert Stewart, Dunantsingel te Gouda

Albert Stewart (Kensington, 9 april 1900 - 23 september 1965) was een Amerikaanse beeldhouwer.
De in Engeland geboren Albert Stewart verhuisde op 8-jarige leeftijd naar Amerika. Op jonge leeftijd wees geworden kreeg hij hulp van de mecenas Edwin T. Bechtel, waardoor hij kon studeren aan het Beaux-Arts Institute of Design en aan de Art Students League.
Tijdens de Eerste Wereldoorlog nam hij dienst bij de RAF in Canada.
In de jaren dertig van de 20e eeuw werkte Stewart als beeldhouwer aan architectonische projecten in het kader van de Works Progress Administration (WPA), een hulpprogramma in het kader van de New Deal van de Amerikaanse president Franklin Delano Roosevelt. Hij ontwierp veel friezen, panelen en reliëfs voor gebouwen in diverse Amerikaanse steden.
Hij verhuisde naar Californië, waar hij in 1939 benoemd was tot hoofd van het sculpture program van het Scripps College in Claremont. De rest van zijn leven zou hij in Californië blijven wonen.

## De ontheemden
In jaren zestig verscheen er een artikel over Stewart in de Nieuwe Rotterdamsche Courant. In dit artikel vertelde hij, dat hij zijn beeld Displaced persons (de ontheemden) graag zou willen schenken aan een Nederlandse stad. De toenmalige burgemeester van Gouda K.F.O. James maakte graag gebruik van dit aanbod en haalde het beeld naar Gouda. Het kreeg een plek aan de Dunantsingel, waar het werd onthuld door koningin Juliana. Stewart zelf verklaarde, dat het beeld twee ontheemden weergeeft, die steun zoeken bij elkaar.
- International Standard Name Identifier: 0000 0000 5071 4221
- Library of Congress Control Number: no2008167115
- RKD-Nederlands Instituut voor Kunstgeschiedenis: 231848
- SNAC: w68p6hz7
- Virtual International Authority File: 17052623
- WorldCat: E39PBJvmH9w6x9BhbpdYXkVKVC